# 巴约讷区
巴约讷区（法語：Arrondissement de Bayonne）是法国大西洋比利牛斯省所辖的一个区。总人口296558，人口密度131人/平方公里（2017年）。主要城镇为巴约讷。

## 辖区
巴约讷区辖有122个市镇。